# Volkswagen Bank
Die Volkswagen Bank GmbH ist ein deutsches Kreditinstitut mit Sitz in Braunschweig und wurde im Juni 1949 in Wolfsburg unter dem Namen „Volkswagen Finanzierungsgesellschaft mbH“ gegründet. Sie ist eine hundertprozentige Tochtergesellschaft der Volkswagen Financial Services AG. Ihre zentrale Aufgabe ist die Absatzförderung für den Volkswagen-Konzern und seine Marken.

## Gründung und Geschäftszweck
Die Volkswagen Bank wurde 1949 mit dem Ziel gegründet, den Kauf der Volkswagen-Modelle Käfer und Transporter für Privat- und Geschäftskunden zu finanzieren und somit den Absatz der Volkswagen-Modelle zu steigern. Auch heute ist die zentrale Aufgabe der Volkswagen Bank die Absatzförderung für den Volkswagen-Konzern und seiner Marken. So reicht das Angebot der Volkswagen Bank von der Finanzierung von Neu- und Gebrauchtfahrzeugen aller Marken des Konzerns über Direct Banking bis hin zur Händlerfinanzierung.
Die Fahrzeugfinanzierung können die Kunden direkt über einen Vertragshändler des Volkswagen-Konzerns in Deutschland abschließen.
Zur zielgerichteten Unterstützung der entsprechenden Fahrzeugfinanzierungen tritt die Volkswagen Bank gegenüber den Audi-, Seat- und Škoda-Kunden über die Zweigniederlassungen Audi Bank, Seat Bank und Škoda Bank auf. 

## Geschäftszahlen
Mit einer Bilanzsumme per 31. Dezember 2024 von 140,588 Mrd. Euro (2023: 72,022 Mrd. Euro) und einem Bestand von rund 2 Millionen Kundenfinanzierungsverträgen (Vorjahr: 2,2 Millionen Euro) ist die Volkswagen Bank die führende Automobilbank in Europa. Zum Jahresende 2024 arbeiteten 4.640 Menschen für die Volkswagen Bank GmbH.
Die Eigenkapitalquote lag Ende 2024 bei 15,2 % (2023: 15,3 %). Die Kernkapitalquote betrug dabei 16,1 % (2022: 17,5 %). Das Ergebnis vor Steuern betrug 2024 1.130 Mio. Euro (2023: 788 Mio. Euro).

## Geschichte
Am 30. Juni 1949 wurde die „Volkswagen Finanzierungsgesellschaft mbH“ mit dem Ziel, den Absatz von Käfer und Transporter durch die „Hergabe von Darlehen“ zu fördern, gegründet. Am 1. Januar 1973 erfolgte die Umwandlung der Volkswagen Finanzierungsgesellschaft mbH zur Vollbank mit dem Namen VW Kredit Bank GmbH, 1974 genehmigte das Bundesaufsichtsamt für das Kreditwesen dies.
Im Jahre 1982 wurde der Sitz von Wolfsburg nach Braunschweig verlegt. Dort gingen 1994 im Zuge der Neustrukturierung der Finanzdienstleistungsaktivitäten des Volkswagen-Konzerns die „Volkswagen Bank“ und die 1966 gegründete „Volkswagen Leasing“ als 100-prozentige Tochtergesellschaften in die „Volkswagen Financial Services AG“ über.
1997 erreichte die „Volkswagen Bank direct“ mit über 185.000 Kunden und 3,2 Milliarden DM Einlagen den Status als eine der größten Direktbanken Deutschlands. Als erste Autobank in Deutschland wurde sie 1999 mit der Vermittlung von Investmentfonds im Wertpapiergeschäft und im Hypotheken-Service tätig. Im Jahr 2000 führte die „Volkswagen Bank direct“ reine Online-Konten mit höherer Guthabenverzinsung und das „WAP-Banking“ ein.
2001 folgte die Einführung des Online-Girokontos „Giro@home“. Nun konnte die „Volkswagen Bank direct“ als Erstbank für alle Bankgeschäfte genutzt werden. Mit der Einführung von „BörseDirect“ öffnete sie 2002 ihren Kunden den Zugang zu den Kapitalmärkten.
2003 wurde erstmals das kostenlose Online-Girokonto „Young Giro@home“ für Auszubildende und Studierende inklusive einer attraktiven Guthabenverzinsung, EC-Karte und Visa-Karte angeboten. 2004 führte die „Volkswagen Bank direct“ als erste deutsche Bank den mobilen TAN-Generator ein. 2008 bot die „Volkswagen Bank direct“ exklusiv in Lidl- und Kaufland-Filialen das Festgeld „SuperZins“ an. Ende des Jahres erreichte die „Volkswagen Bank direct“ mit 812.000 Kunden ein Einlagevolumen von 12,83 Mrd. Euro.
2009 feierte die Volkswagen Bank ihr 60-jähriges Jubiläum.
Ende 2015 hatte die Volkswagen Bank ein Einlagenvolumen von 27,9 Mrd. Euro und 1,2 Mio. Kunden.
Wertpapierdepots der VW Bank werden bei der Marke DAB BNP Paribas extern geführt.
Vom 1. September 2017 bis 30. Juni 2024 war die Volkswagen Bank eine 100-prozentige Tochtergesellschaft der Volkswagen AG. Seit 1. Juli 2024 ist die Volkswagen Bank GmbH eine 100-prozentige Tochter der Volkswagen Financial Services AG.
Das Betreuungsmandat der durch die Volkswagen Bank betreuten ca. 34.000 Depot-Kunden wurde im Jahre 2020 für circa 5 Millionen Euro an wallstreet:online (seit August 2022 Smartbroker AG) abgegeben.